# Calcager dubius
Calcager dubius är en tvåvingeart som beskrevs av Malloch 1938. Calcager dubius ingår i släktet Calcager och familjen parasitflugor. Inga underarter finns listade i Catalogue of Life.